# Svadhishthana

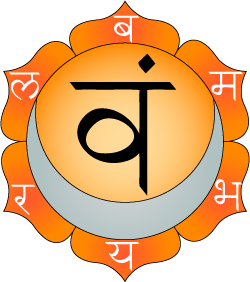
Svādhiṣṭhāna a six pétales et un croissant de lune.

Svadhishthana (sanskrit, Svādhiṣṭhāna  selon IAST qui signifie « le Siège du soi ») est le deuxième des sept chakra majeurs du tantrisme hindou et plus particulièrement du Haṭhayoga.

## Localisation
Svādhiṣṭhāna est placé au début de la colonne vertébrale, au niveau du coccyx. Son kshetram est l'os du pubis.

## Représentation
Ce chakra est représenté comme une roue ayant six pétales avec un croissant de lune intérieur. Cela est dû à son lien avec Bindu visarga, le « huitième » chakra. Sa couleur peut être le noir, mais le plus souvent l'orange foncé. Deux autres lotus de huit pétales chacun se situent à l'intérieur de svādhiṣṭhāna. Un crocodile est l'animal de ce confluent énergétique.

## Bija mantra
Le bija mantra de ce chakra est « vam ». Six autres syllabes hindous sont associées à chaque pétale de cette roue : bam, bham, mam, yam, ram, lam.

## Fonction
Svādhiṣṭhāna est relié aux différents saṃskāra, aux différentes émotions que l'on peut vivre, et que véhicule le corps. Le karma, et l'inconscient y sont liés. L'eau est l'élément de ce chakra, le sens attribué est le goût (jihvā associée à rasa).

Swadhisthana chakra avec l'océan de samskara, la Lune rappelant bindu visarga, les étoiles et le ciel de anahata chakra.

## Comparaison avec les autres religions
- Dans le bouddhisme tibétain et le Vajrayana, ce chakra est appelé la place secrète. Celui-ci est composé de 32 rayons rouges[2].
- Dans la kabbale, ce chakra est comparé à Sephira Yesod (en), et sa fonction est de redistribuer les différentes énergies humaines et subtiles.

## Source
- Swami Satyananda Saraswati, Kundalini Tantra, Swam, 2005, pages 168 et suivantes,  (ISBN 9782950338976).
- swadhistana chakra(en) dans wikipédia en anglais.